# Арип-Мурза
Ари́п-Мурза́ (рос. Арып-Мурза, марій. Арып) — присілок у складі Марі-Турецького району Марій Ел, Росія. Входить до складу Косолаповського сільського поселення.

## Населення
Населення — 117 осіб (2010; 126 у 2002).
Національний склад (станом на 2002 рік):
- марійці — 96 %